# Sociedade Esportiva Itapirense
La Sociedade Esportiva Itapirense, noto anche semplicemente come Itapirense, è una società calcistica brasiliana con sede nella città di Itapira, nello stato di San Paolo.

## Storia
Il club è stato fondato il 24 marzo 1947. Ha vinto il Campeonato Paulista Segunda Divisão nel 1969.

## Palmarès

### Competizioni statali
- Campeonato Paulista Segunda Divisão: 1

1969